# 拉尼克斯
拉尼克斯（法語：Lannux，法語發音：[lanyks]）是法国热尔省的一个市镇，属于米朗德区。

## 地理
拉尼克斯（43°38'50"N, 0°13'1"W）面积12.83 平方千米，位于法国奧克西塔尼大區热尔省，该省份为法国西南部内陆省份，北起顺时针与洛特-加龙省、塔恩-加龙省、上加龙省、上比利牛斯省、大西洋比利牛斯省和朗德省接壤。
与拉尼克斯接壤的市镇（或旧市镇、城区）包括：阿杜尔河畔艾尔、奥朗桑、贝尔内德、科尔内扬、拉巴尔泰特、普罗让、塞戈斯。
拉尼克斯的时区为UTC+01:00、UTC+02:00（夏令时）。

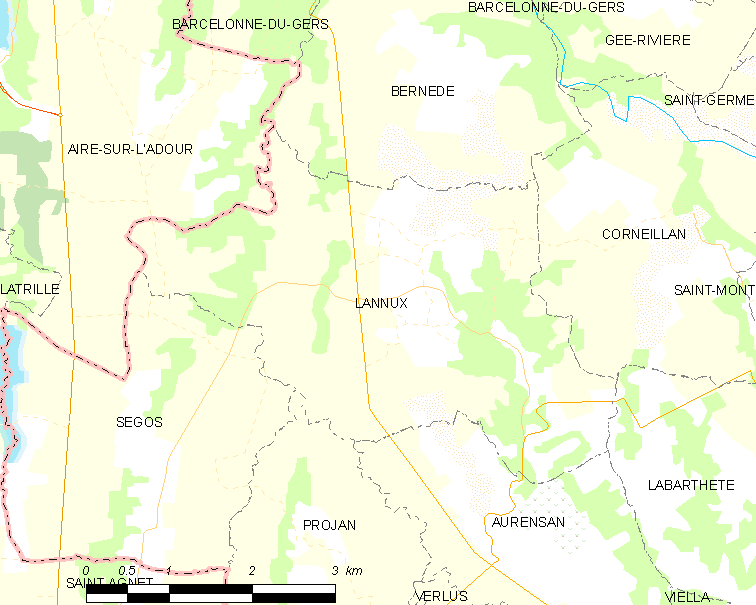
拉尼克斯的OSM定位图

## 行政
拉尼克斯的邮政编码为32400，INSEE市镇编码为32192。

## 政治
拉尼克斯所属的省级选区为热尔阿杜尔县。

## 人口

1962-2008年间拉尼克斯人口变化图示

拉尼克斯于2022年1月1日时的人口数量为220人。